# 衛三省
衛三省（1552年—1613年），字企參，號敬宇，河南河南府陕州人。明朝政治人物、進士出身。

## 生平
萬曆十七年（1589年）登己丑科進士，工部觀政，十八年授深泽县知县，十九年調繁邯郸县，丁外艱歸，二十二年起補山东掖县。俱有善政，民为建祠。二十六年晉户部主事，主管太仓，羡赢不染。升郎中，督饷金城，京运愆期，士将脱巾，借支以给。三十六年八月擢山东右参政，奏最，追赠三代，四十年四月擢陕西按察使，未仕而卒。所著有《易经正解》。

## 家族
曾祖卫道。祖卫卿。父卫大有。